# Faisan versicolore
Phasianus versicolor
Espèce
Statut de conservation UICN

 LC  : Préoccupation mineure

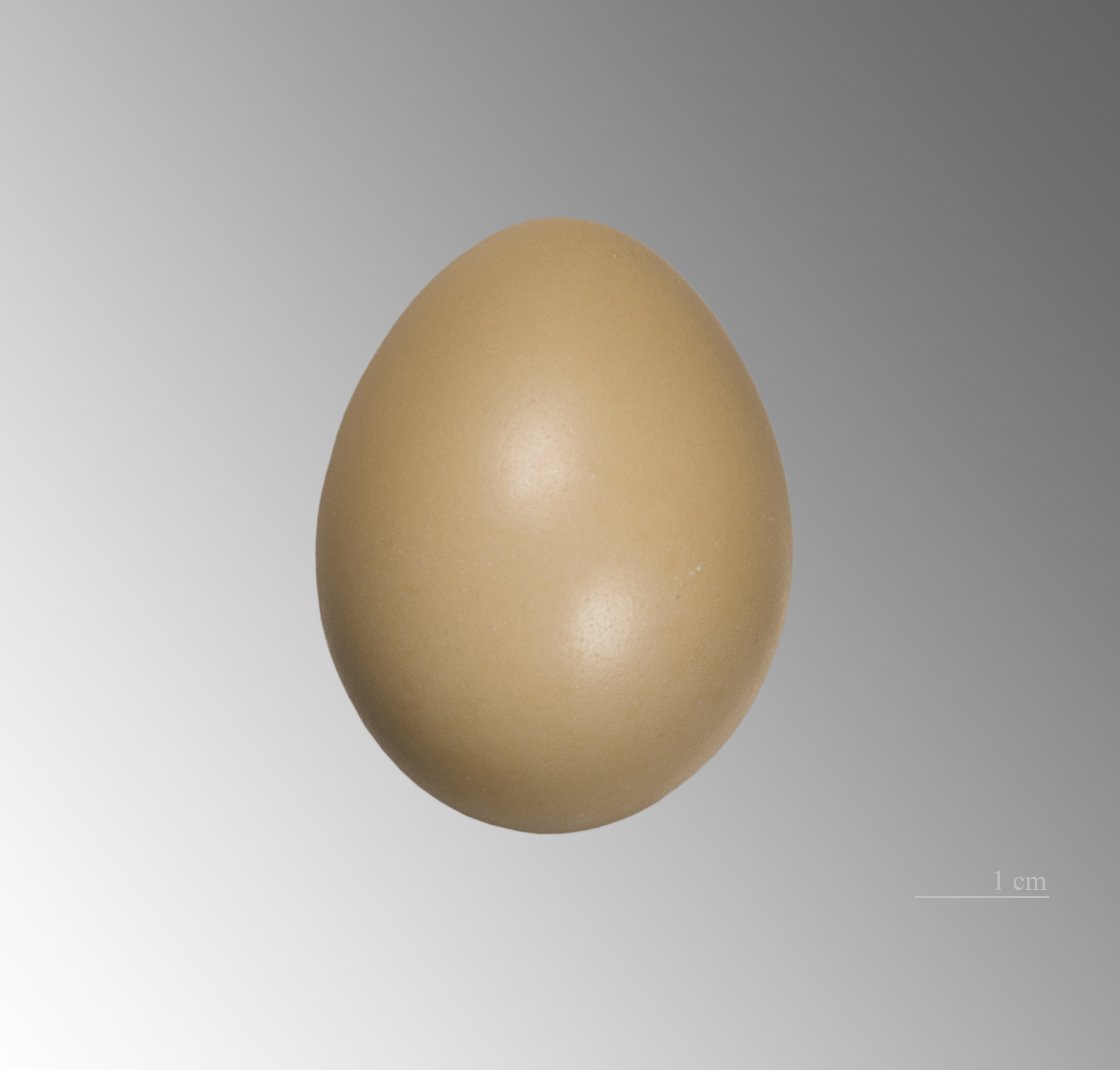
Phasianus versicolor - Muséum de Toulouse

Le Faisan versicolore (Phasianus versicolor) est une espèce d'oiseaux de la famille des Phasianidae. Il est l'oiseau national du Japon.

## Répartition
Cette espèce est endémique de l'archipel japonais.